# Hållbar produktion
En Hållbar produktion innebär att producenter tillämpar hållbara metoder och eventuellt en hållbarhetsredovisning. Hållbar produktion ingår i Mål 12 i de globala målen som den 25 september 2015 antogs av FN:s generalförsamling i resolution A/RES/70/1.
En hållbar produktion kan utifrån denna definition beskrivas som den produktion som krävs för att uppnå en hållbar utveckling. Begreppet hållbar utveckling refererar alltså till de sätt på vilket ett samhälle producerar och reproducerar mänsklig existens, medan begreppet hållbar produktion framförallt är relaterat till någon form av tillverkning.

## Teori och frågeställningar
En hållbar produktion skulle kunna beskrivas i tre steg. För det första innebär en hållbar produktion att vara medveten om de miljöproblem och om de sociala orättvisor som råder i världen. För det andra innebär det att vara självdisciplinerad och längta efter kunskap samt att vilja lära sig. För det tredje innebär det att tro att varje producent kan göra en skillnad i omställningen till en bättre värld och planet, genom de systematiska val den gör. Producentansvar är således att betrakta som ett nyckelbegrepp för en hållbar produktion.
Att lära för en hållbar produktion handlar om att lära sig att bibehålla och att förbättra en god livskvalitet för dagens generationer, liksom livskvaliteten för kommande generationer. Det handlar också om att rusta individer, samhällen, grupper, företag och regeringar att leva och handla hållbart såväl som att öka förståelsen för sambanden mellan miljömässiga, sociala och ekonomiska frågor och dessas konsekvenser. Att lära för en hållbar produktion kan beskrivas som att producera för den värld människor kommer att leva i under kommande århundraden, för att försäkra sig om att den inte kommer att förstöras.